# La Roche-sur-Yon
La Roche-sur-Yon es un municipio (commune) y ciudad de Francia, la cual es prefectura del departamento de la Vandea y en la región de País del Loira. Sus habitantes se llaman, en francés, Yonnais, pronunciado "yonés".

## Geografía
La ciudad se construyó sobre una roca granítica que domina el valle del Yon. Este emplazamiento se eligió por su valor estratégico: se sitúa en el centro del departamento de la Vandea, lo que suponía una ventaja para la pacificación del mismo tras la Guerra de la Vendée. Fue por ese motivo que Napoleón Bonaparte la eligió para sede de la prefectura.
La ciudad nueva, organizada en 1804, tiene forma pentagonal, dividida en cuatro barrios dispuestos en torno a una gran plaza central rectangular, en ella, en  uno de sus lados se encuentra la iglesia de San Luis, de estilo neoclásico, y en la explanada central, sobre su pedestal, una  estatua de Napoleón montado a caballo. El trazado de las calles es en forma de damero.
La llegada del ferrocarril le permitió un cierto crecimiento, al estar en las conexiones de París con Les Sables d’Olonne y de Nantes a Burdeos.. Le sirve el pequeño aeropuerto de La Roche-sur-Yon-Les Ajoncs (alrededor de 20.000 movimientos anuales en 2002-2005). Se encuentra en el término de la autopista A87.

## Demografía
| ABS. | 1 015 | 857 | 2 792 | 5 164 | 5 257 | 6 909 | 7 498 | 8 178 | 8 298 | 8 710 | 8 841 | 9 755 | 10 634 | 11 773 | 12 215 | 12 710 | 13 629 | 13 685 | 14 885 | 13 629 | 14 538 | 15 247 | 16 073 | 18 107 | 19 576 | 24 019 | 36 067 | 44 713 | 45 098 | 45 219 | 49 262 | 51 124 | 52 732 |
| Para los censos de 1962 a 1999 la población legal corresponde a la población sin duplicidades (Fuente: INSEE [Consultar]) |       |     |       |       |       |       |       |       |       |       |       |       |        |        |        |        |        |        |        |        |        |        |        |        |        |        |        |        |        |        |        |        |        |

La aglomeración urbana (agglomération urbaine) de La Roche-sur-Yon se compone de ese único municipio. La Communauté de communes du Pays Yonnais se compone de quince comunas y tenía –según el censo de 2013- 93.148 habitantes.

## Administración y política
En el referendo sobre la Constitución Europea ganó el sí con un 56,68% de los votos.
Algunos resultados electorales recientes (primeras vueltas del sistema francés):
| Extrema izquierda | Lista de izquierda (socialistas, comunistas y otros) | Dos listas de la derecha tradicional | Frente Nacional | Extrema derecha |
| ----------------- | ---------------------------------------------------- | ------------------------------------ | --------------- | --------------- |
| 4,7%              | 55,5%                                                | 33,7%                                | 4,5%            | 1,6%            |

## Economía
Según el censo de 1999, la distribución de la población activa por sectores era:
| agricultura | industria | construcción | servicios |
| ----------- | --------- | ------------ | --------- |
| 0,9%        | 15,1%     | 4,1%         | 79,9%     |

## Historia
Desde el siglo XI se hace mención al burgo de La Roche-sur-Yon, situado entre el castillo y la iglesia de San Hilario. Se trataba de una población muy pequeña y modesta, carente de recursos económicos y de vías de comunicación. Fue sede de un señorío y perteneció a los Borbones.
El renacimiento de la ciudad se produce a raíz de la decisión de crear una ciudad nueva, adoptada el 5 de prairial del año XII de la Revolución.
Fundada por motivos estratégicos y políticos, la nueva ciudad ha cambiado de nombre diversas veces: el 28 de agosto de 1804 fue Napoléon-sur-Yon, en 1815 pasó a Bourbon-Vendée, que en 1848 fue Napoléon-Vendée, y en 1871 pasó a ser La Roche-sur-Yon.
Desde el 25 de mayo de 1804 es la capital del departamento de la Vendée, sustituyendo a Fontenay-le-Comte. Esta decisión se tomó por la posición geográfica central de la villa y por su fidelidad republicana en un departamento de tendencias contrarias. La población prevista para la ciudad era de 15.000 habitantes. Hasta la llegada del ferrocarril (1866) no superó los límites del pentágono inicial, ni los 10 000 habitantes.
El 11 de julio de 1964 la comuna de La Roche-sur-Yon se anexionó las de Bourg-sous-la-Roche-sur-Yon y Saint André-d’Ornay.

## Educación
- Institut catholique d'arts et métiers

## Hermanamientos
- Gummersbach (Alemania)
- Tizi-Ouzou (Argelia)
- Drummondville (Quebec, Canadá)
- Cáceres (España)
- Coleraine (Reino Unido)
- Chauchina (España)